# Kalanchoe baumii
Kalanchoe baumii là một loài thực vật có hoa trong họ Crassulaceae. Loài này được Engl. & Gilg miêu tả khoa học đầu tiên năm 1903.